# 周本絵梨香
周本 絵梨香（しゅうもと えりか、1988年3月5日 - ）は、日本の女優である。融合事務所所属。

## 略歴
琉球大学在学中に役者を志し、蜷川幸雄主宰の『さいたまネクスト・シアター』の設立オーディションに応募、1225名の中から合格し1期生メンバーとなる。
2009年さいたまネクスト・シアター旗揚げ公演『真田風雲録』でデビュー。その後、全てのネクストシアター公演に参加。
2010年『美しきものの伝説』は第18回読売演劇大賞優秀作品賞を受賞。同作では松井須磨子役を務める。
2014年『蒼白の少年少女たちによるカリギュラ』ではカリギュラの情婦セゾニア役を務める。
2018年第21回 鶴屋南北戯曲賞を受賞した『薄い桃色のかたまり』（作・演出岩松了）では、主人公若い男を探す恋人ミドリ役を務めた。
劇団公演以外でも蜷川幸雄作品の多くに出演し、『海辺のカフカ』岡持節子役、『尺には尺を』マリアナ役、『NINAGAWAマクベス』マクダフ夫人役など、重要な役どころを務め劇評でも好評を得ている。
『海辺のカフカ』のワールドツアーでは、ロンドンバービカン・センター、ニューヨークリンカーン・センター、ソウルLGアートセンター、シンガポールエスプラネード・シアターズ・オン・ザ・ベイ公演に参加。
『NINAGAWAマクベス』でもロンドン、プリマス、ニューヨーク、香港、シンガポール公演に参加している。
映像作品では、2013年フジテレビドラマ「ショムニ2013」を皮切りに、2015年TBSドラマ「まっしろ」柴田歩役、2018年TBSドラマ「きみが心に棲みついた」稲垣栞里役でそれぞれレギュラー出演。
他には映画「あゝ、荒野」Netflixドラマ「火花」などに出演している。
現在も蜷川幸雄主宰さいたまネクスト・シアター所属。

## 出演

### 舞台
- 「真田風雲録」（2009年、演出：蜷川幸雄、作：福田善之、彩の国さいたま芸術劇場） - 三味線弾き娘 役
- 「音楽劇 ガラスの仮面」（2010年、演出：蜷川幸雄、作：青木豪、彩の国さいたま芸術劇場 ほか地方公演） - 白鳥麗子 役
- 「美しきものの伝説」（2010年、演出：蜷川幸雄、作：宮本研、彩の国さいたま芸術劇場） - 松井須磨子 役
- 「血の婚礼」（2011年、演出：蜷川幸雄、作：清水邦夫、Bunkamura シアターコクーン ほか地方公演） - 花屋の妹 役
- 「ルート99」（2011年、演出：蜷川幸雄、作：岩松了、彩の国さいたま芸術劇場） - カネコ 役
- 「蒼白の少年少女たちによるハムレット」（2012年、演出：蜷川幸雄、作：ウィリアム・シェイクスピア、彩の国さいたま芸術劇場） - 黙劇王妃 役、劇中振付
- 「ボクの四谷怪談」（2012年、演出：蜷川幸雄、作：橋本治、Bunkamuraシアターコクーン ほか地方公演） - 女子大生 役
- 「ザ・ファクトリー2 『火刑』」（2012年、演出：蜷川幸雄、作：テネシー・ウィリアムズ、彩の国さいたま芸術劇場） - デュブネ夫人 役
- 「蒼白の少年少女たちによるオイディプス王」（2013年、演出：蜷川幸雄、作：ソフォクレス、彩の国さいたま芸術劇場） - 侍女 役
- 「国家～偽伝、桓武と最澄とその時代～」（2013年、新国立劇場） - 高野新笠 / 石塚 役
- 「鴉よ、おれたちは 弾丸をこめる」（2013年、演出：蜷川幸雄、作：清水邦夫、彩の国さいたま芸術劇場 / パリ日本文化会館 ほか）
- 「ザ・ファクトリー4 "ヴォルフガング・ボルヒェルトの作品からの九章 ―詩・評論・小説・戯曲より―」（2013年、演出：蜷川幸雄、作：ヴォルフガング・ヴォルフェルト、彩の国さいたま芸術劇場） - 娘役
- 「蒼白の少年少女たちによる『カリギュラ』」（2014年2月、演出：蜷川幸雄、作：アルベール・カミュ、彩の国さいたま芸術劇場） - セゾニア 役
- 「海辺のカフカ」（2014年6月 - 7月、演出：蜷川幸雄、作：村上春樹、上演台本：フランク・ギャラティ、彩の国さいたま芸術劇場 ほか） - 岡持節子 役
- 「リチャード二世」（演出：蜷川幸雄、作：ウィリアム・シェイクスピア）※第3回ハヤカワ｢悲劇喜劇｣賞 受賞
  - 初演：2015年4月、彩の国さいたま芸術劇場
  - 再演：2016年2月、彩の国さいたま芸術劇場
- 「海辺のカフカワールドツアー」（2015年5月 - 11月、演出：蜷川幸雄、作：村上春樹、上演台本：フランク・ギャラティ、 ロンドン バービカン・センター / ニューヨーク David H. Koch Theater リンカーン・センター / 彩の国さいたま芸術劇場 / 赤坂ACTシアター / ソウル LGアートシアター / シンガポール エスプラネード・シアターズ・オン・ザ・ベイ） - 岡持節子 役
- 「尺には尺を」（2016年5月 - 6月、演出：蜷川幸雄、作：ウィリアム・シェイクスピア、 彩の国さいたま芸術劇場） - マリアナ 役
- 「1万人のゴールド・シアター2016」（2016年12月、作・演出：ノゾエ征爾、企画・原案：蜷川幸雄、さいたまスーパーアリーナ）
- 「NINAGAWA・マクベス」ワールドツアー（2017年6月 - 11月、演出：蜷川幸雄、作：ウィリアム・シェイクスピア、彩の国さいたま芸術劇場 / ロンドン バービカン・センター / プリマス Theatre Royal Plymouth / 香港文化中心 / シンガポール エスプラネード・シアターズ・オン・ザ・ベイ / 2018年7月：ニューヨーク David H. Koch Theater リンカーン・センター） - マクダフ夫人 役
- 「薄い桃色のかたまり」（2017年9月 - 10月、作・演出：岩松了、彩の国さいたま芸術劇場） - ミドリ 役
- 世界最前線の演劇2「第三世代」（2018年11月、演出：中津留章仁、作：ヤエル・ロネン、彩の国さいたま芸術劇場） - オリート 役
- 「海辺のカフカ フランス公演」（演出：蜷川幸雄、作：村上春樹、上演台本：フランク・ギャラティ、2019年2月：パリ 国立コリーヌ劇場 / 2019年5月 - 6月：赤坂ACTシアター） - 岡持節子 役
- S-IST Stage「ひりひりとひとり」（2022年6月10日 - 19日、よみうり大手町ホール）[3]

### ドラマ
- フジテレビ「ショムニ2013」第3話（2013年7月）
- TBS 秋のドラマ特別企画「命〜天国のママへ〜」（2013年11月）
- TBS月曜ゴールデン「財務捜査官 雨宮瑠璃子」（2014年7月）
- テレビ東京「太鼓持ちの達人〜正しい××のほめ方〜」第2話（2015年1月） - 根倉涼子 役
- TBS「まっしろ」（2015年1月 - 3月） - 柴田歩 役
- NHKドラマ10「デザイナーベイビー」第1話（2015年9月）
- NHK「ビューティフル・スロー・ライフ」（2015年12月）
- NETFLIXオリジナルドラマ「火花」第4話（2016年6月）
- TBS火曜ドラマ「あなたのことはそれほど」第1話（2017年4月）
- 「きみが心に棲みついた」（2018年） - 稲垣栞里 役
- フジテレビ「教場」 (2020年)
- 「絶対零度」（2020年） - 桑村日名子 役
- 月曜プレミア8「ドンナビアンカ〜刑事 魚住久江〜」（2020年） - 君原麻里 役
- 「24 JAPAN」第9話（2020年） - 磯部 役
- 日本テレビ「真犯人フラグ」第11-13・17話・18話（2022年1月9日 - ） - 宮島奈々恵 役
- 日本テレビ「リバーサルオーケストラ」第4話（2023年2月1日） - 及川 役
- フジテレビ「この素晴らしき世界」第5話（2023年8月17日） - 内藤祥子 役
- 関西テレビ・フジテレビ「お迎え渋谷くん」（2024年） - 白川佳澄 役
- 全領域異常解決室 第1話（2024年10月9日、フジテレビ） - 生駒雲母 役[4]
- 恋は闇 第1話（2025年4月16日、日本テレビ） - 花村百合子の同僚 役[5]
- 天久鷹央の推理カルテ 第3話（2025年5月6日、テレビ朝日） - 坂東知佳 役[6]

### 映画
- 「残穢 -住んではいけない部屋-」（2016年、監督：中村義洋） - 中村美佐緒 役
- 「あゝ、荒野」（2017年、監督：岸善幸） - ヘギョン 役

### その他
- コンサート 「村上春樹を『聴く』」（2016年3月、天王洲銀河劇場）
- 日世70周年スペシャルムービーWEBCM「ソフトクリーム探偵」（2017年5月）

## 劇評
演劇最強論-ing【連載】ひとつだけ　徳永京子編（2015/9）―『海辺のカフカ』より
そしてもうひとり、さいたまネクスト・シアターの周本絵梨香も、村上春樹が書いた“戦争がもたらす肉体の悲劇”を静かに深く請け負う。夫を軍隊に取られた若い女性の欠落感は、時空に穴だって開けるのだ。ちなみに村上は、初演を開演から少し遅れて観て、その後もう１度、最初から観劇している。芸術新潮９月号のエッセイによれば、５月のロンドン公演をカズオ・イシグロが観て、村上に素晴らしかったと感想を言ったそうだ。
長谷部浩の劇評 　TheaterGoer Directory【劇評４８】蜷川幸雄の遺作『尺には尺を』。最後の贈り物。より
周本絵梨香のマリアナは、ひたむきさを前面に出して、現代ではありえない行動に説得力を持たせた。
十二月に蜷川は入院しているので、稽古場には立てなかった。それにもかかわらず、まぎれもなく蜷川作品となっているのは、蜷川の演出がいかなるものであるのかを熟知し、蜷川ならばどんなだめ出しをするかを徹底して想像し、検証する作業を怠らなかったからろう。蜷川は、自分が手塩にかけたスタッフ、キャストから最後の贈り物をもらって逝った。そして観客もまた、その贈り物を受け取ることができた。